# (5836) 1993 MF
(5836) 1993 MF es un asteroide que forma parte de los asteroides Amor, es decir, cualquiera de los asteroides con una órbita que contenga totalmente a la terrestre y que tenga un perihelio menor de 1,3 ua, descubierto el 22 de junio de 1993 por Eleanor F. Helin y el también astrónomo Kenneth J. Lawrence desde el Observatorio del Monte Palomar, Estados Unidos.

## Designación y nombre
Designado provisionalmente como 1993 MF.

## Características orbitales
1993 MF está situado a una distancia media del Sol de 2,439 ua, pudiendo alejarse hasta 3,748 ua y acercarse hasta 1,129 ua. Su excentricidad es 0,536 y la inclinación orbital 7,950 grados. Emplea 1391,55 días en completar una órbita alrededor del Sol.

## Características físicas
La magnitud absoluta de 1993 MF es 14,9. Tiene 2,754 km de diámetro y su albedo se estima en 0,156. Está asignado al tipo espectral S según la clasificación SMASSII.